# Museo di Arte Urbana Aumentata
MAUA – Museo di Arte Urbana Aumentata è un progetto artistico e tecnologico avviato nel 2016 in Italia, che propone un modello museale diffuso fondato sulla connessione tra street art, realtà aumentata e pratiche partecipative. Attraverso dispositivi mobili, consente la visualizzazione di contenuti digitali associati a murales presenti in diversi contesti urbani.
Il progetto si è sviluppato in varie città italiane e in un contesto internazionale, principalmente in aree periferiche, configurandosi come una collezione permanente di opere in realtà aumentata nello spazio pubblico.

## Origine e sviluppo
Il progetto è stato avviato nel 2016 con l’iniziativa Palermo Città Aumentata, successivamente integrata nel MAUA come prima edizione. L’iniziativa ha previsto l’inserimento di contenuti digitali in realtà aumentata a murales presenti in alcuni quartieri della città di Palermo.
Negli anni successivi, il modello è stato applicato in altri contesti urbani, tra cui Milano, Torino e Brescia, oltre a un’edizione internazionale a Waterford, in Irlanda.
In ciascuna edizione sono stati coinvolti artisti digitali, studenti e realtà locali nella produzione dei contenuti digitali in realtà aumentata e nella definizione e curatela dei percorsi espositivi.

## Struttura e metodologia
MAUA adotta un modello museale diffuso, basato sull'interazione tra arte urbana, arte digitale e partecipazione attiva delle comunità locali. Il processo si articola in fasi distinte: mappatura urbana, selezione dei murales, produzione dei contenuti digitali in realtà aumentata e definizione di itinerari tematici.
La selezione delle opere coinvolge abitanti, scuole e associazioni locali. Gli artisti digitali realizzano contenuti in realtà aumentata ispirati ai murales esistenti e al contesto urbano. Gli itinerari sono progettati in collaborazione con le comunità, seguendo criteri narrativi o geografici.

## Tecnologie e fruizione
Le opere in realtà aumentata sono associate a murales geolocalizzati, attivabili tramite l’app gratuita Bepart, disponibile per dispositivi mobili. La fruizione può avvenire in loco, inquadrando i murales con lo smartphone, oppure a distanza, mediante riproduzioni digitali.

## Città e itinerari
MAUA è stato realizzato in cinque città, attraverso itinerari urbani basati su opere di street art aumentata:
- Palermo (2016): 20 opere nei quartieri storici.[20]
- Milano (2017): 50 opere nei quartieri Giambellino, Adriano, Corvetto, Niguarda e QT8.[21]
- Torino (2019): 46 opere suddivise in quattro itinerari tematici.[22][23]
- Waterford, Irlanda (2021): 8 opere distribuite lungo un percorso narrativo.[24]
- Brescia (2023): 28 opere suddivise in tre itinerari.[25]

## Riconoscimenti
- 2017 – Digital Award – MEET the Media Guru, per l’impiego di linguaggi e formati digitali nell’arte urbana;[26]
- 2019 – Premio Turismo Sostenibile, conferito dalla Camera di Commercio di Milano per l’impatto sul territorio;[27][28]
- 2019 – Premio Innovazione Culturale della Fondazione Cariplo, per il modello partecipativo;[29]
- 2021 – Selezione nel programma Brightening Air dell’Arts Council of Ireland, per l’edizione di Waterford;[30]

## Critica
La trasformazione della street art in contenuto museale ha suscitato alcune riflessioni critiche. Studiosi come Antongiulio Vergine hanno segnalato il rischio che l’istituzionalizzazione e la mediazione tecnologica ne riducano la dimensione effimera, spontanea e talvolta antagonista. Secondo analisi critiche, tra cui quella del curatore Simone Azzoni, tale approccio amplia le potenzialità espressive della street art, rendendola veicolo di storie locali, memorie collettive e contenuti visivi multilivello. Il processo contribuisce a conferire continuità a un linguaggio artistico tradizionalmente effimero, ridefinendone le modalità di fruizione e trasmissione.
Ricerche in ambito museologico e pedagogico identificano MAUA come un esempio di museo audience-centered, orientato alla partecipazione attiva del pubblico. L’impiego della realtà aumentata è considerato uno strumento per promuovere processi educativi, inclusione culturale e cittadinanza attiva.
MAUA è stato descritto come un dispositivo culturale ibrido, in cui arte, tecnologia e pratiche partecipative si intrecciano per generare nuovi significati condivisi. La struttura diffusa e adattabile del progetto consente di esplorare forme alternative di narrazione urbana, basate sull’interazione tra persone, opere e contesti territoriali.
L’approccio adottato propone una rilettura del concetto tradizionale di museo, orientata alla sperimentazione di modalità di fruizione accessibili e decentralizzate nello spazio pubblico.